# La última solución de Grace Quigley
La última solución de Grace Quigley (título en inglés: Grace Quigley, y también The Ultimate Solution of Grace Quigley) es una película de comedia negra estadounidense de 1985 protagonizada por Katharine Hepburn y Nick Nolte, producida por Yoram Globus y Menahem Golan y dirigida por Anthony Harvey. Destaca por ofrecer el último papel protagonista de Hepburn en una película para la gran pantalla, así como por ser su última interpretación.

## Sinopsis
La trama se centra en Grace, una viuda anciana que vive sola en un triste artamento de la ciudad de Nueva York. Ha intentado suicidarse dos veces y no lo consiguió, por lo que decide contratar a Seymour, un asesino a sueldo, para que la mate y luego haga lo mismo con otras personas que, al igual que ella, están viejas, solas y hartas de vivir. A su modo de ver, ese asesino profesional no cometerá un asesinato sino que estará haciendo una obra de misericordia.

## Reparto
| Actor             | Personaje     |
| ----------------- | ------------- |
| Katharine Hepburn | Grace Quigley |
| Nick Nolte        | Seymour Flint |
| Kit Le Fever      | Muriel        |
| Chip Zien         | Dr. Herman    |
| William Duell     | Sr. Jenkins   |
| Elizabeth Wilson  | Emily Watkins |
| Walter Abel       | Morrison      |

## Lanzamiento
La película fue estrenada el 17 de mayo de 1985 con un presupuesto de $5.000.000 dólares en total.